# Combiné de ski alpin aux Jeux olympiques
Pour les articles homonymes, voir Combiné.
Le combiné a été disputé à dix reprises aux Jeux olympiques, pour la première fois lors des Jeux olympiques de 1936 à Garmisch-Partenkirchen en Allemagne.

## Palmarès

### Hommes
| Édition | Or                        | Argent                        | Bronze                      |
| ------- | ------------------------- | ----------------------------- | --------------------------- |
| 1936    | Franz Pfnür (GER)         | Gustav Lantschner (GER)       | Émile Allais (FRA)          |
| 1948    | Henri Oreiller (FRA)      | Karl Molitor (SUI)            | James Couttet (FRA)         |
| 1988    | Hubert Strolz (AUT)       | Bernhard Gstrein (AUT)        | Paul Accola (SUI)           |
| 1992    | Josef Polig (ITA)         | Gianfranco Martin (ITA)       | Steve Locher (SUI)          |
| 1994    | Lasse Kjus (NOR)          | Kjetil André Aamodt (NOR)     | H.C. Strand Nilsen (NOR)    |
| 1998    | Mario Reiter (AUT)        | Lasse Kjus (NOR)              | Christian Mayer (AUT)       |
| 2002    | Kjetil André Aamodt (NOR) | Bode Miller (USA)             | Benjamin Raich (AUT)        |
| 2006    | Ted Ligety (USA)          | Ivica Kostelić (CRO)          | Rainer Schönfelder (AUT)    |
| 2010    | Bode Miller (USA)         | Ivica Kostelić (CRO)          | Silvan Zurbriggen (SUI)     |
| 2014    | Sandro Viletta (SUI)      | Ivica Kostelić (CRO)          | Christof Innerhofer (ITA)   |
| 2018    | Marcel Hirscher (AUT)     | Alexis Pinturault (FRA)       | Victor Muffat-Jeandet (FRA) |
| 2022    | Johannes Strolz (AUT)     | Aleksander Aamodt Kilde (NOR) | James Crawford (CAN)        |

### Femmes
| Édition | Or                      | Argent                 | Bronze                   |
| ------- | ----------------------- | ---------------------- | ------------------------ |
| 1936    | Christl Cranz (GER)     | Käthe Grasegger (GER)  | Laila Schou Nilsen (NOR) |
| 1948    | Trude Beiser (AUT)      | Gretchen Fraser (USA)  | Erika Mahringer (AUT)    |
| 1988    | Anita Wachter (AUT)     | Brigitte Oertli (SUI)  | Maria Walliser (SUI)     |
| 1992    | Petra Kronberger (AUT)  | Anita Wachter (AUT)    | Florence Masnada (FRA)   |
| 1994    | Pernilla Wiberg (SWE)   | Vreni Schneider (SUI)  | Alenka Dovžan (SLO)      |
| 1998    | Katja Seizinger (GER)   | Martina Ertl (GER)     | Hilde Gerg (GER)         |
| 2002    | Janica Kostelić (CRO)   | Renate Götschl (AUT)   | Martina Ertl (GER)       |
| 2006    | Janica Kostelić (CRO)   | Marlies Schild (AUT)   | Anja Pärson (SWE)        |
| 2010    | Maria Riesch (GER)      | Julia Mancuso (USA)    | Anja Pärson (SWE)        |
| 2014    | Maria Höfl-Riesch (GER) | Nicole Hosp (AUT)      | Julia Mancuso (USA)      |
| 2018    | Michelle Gisin (SUI)    | Mikaela Shiffrin (USA) | Wendy Holdener (SUI)     |
| 2022    | Michelle Gisin (SUI)    | Wendy Holdener (SUI)   | Federica Brignone (ITA)  |